# Baronowie i hrabia legnicki

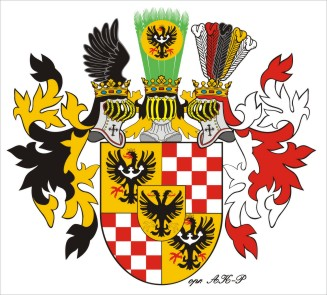
Herb hrabiego legnickiego (według C. Blaźka)

Baronowie i hrabia Legnicki – boczna linia Piastów legnicko-brzeskich. Potomkowie księcia Jana Chrystiana i jego drugiej, morganatycznej małżonki Anny Jadwigi Sitsch.

## Dzieje
Książę Brzegu Jan Chrystian po śmierci pierwszej żony Doroty Sybilli Hohenzollern, ożenił się powtórnie w 1626 z Anną von Sitsch, córką Fryderyka, marszałka dworu biskupa wrocławskiego. Małżonkowie nie byli równi sobie stanem (on książę, ona „tylko” szlachcianka), małżeństwo miało charakter morganatyczny i dzieci nie mogły dziedziczyć, ani nazwiska ani tytułów ojca. Małżeństwa osób nierównych stanem zdarzały się wcześniej wśród Piastów, ale nie miały charakteru morganatycznego. W tym wypadku Janowi Chrystianowi chodziło o ograniczenie liczby spadkobierców księstw brzeskiego i legnickiego. Książę i Anna mieli kilkoro dzieci. Wieku dojrzałego dożyli tylko synowie: August (1627–1679) i Zygmunt (1632–1664) oraz córka Joanna Elżbieta (1636–1673). Anna uzyskała od cesarza Ferdynanda II 7 grudnia 1627 roku dla siebie tytuł baronowej legnickiej. Jej syn August został baronem (niem. Freiherr zu Liegnitz) 18 lutego 1628 roku. Taki sam tytuł uzyskał później urodzony Zygmunt. August został 12 stycznia 1664 roku podniesiony do godności hrabiowskiej (niem. Graf zu Liegnitz). W 1675, po śmierci bratanka, ostatniego piastowskiego księcia Brzegu, Legnicy i Wołowa Jerzego IV Wilhelma, podjął starania o uzyskanie inwestytury na opuszczone księstwo. Starania te nie przyniosły efektu. Hrabia August zmarł 14 maja 1679 roku jako ostatni męski potomek Piastów dolnośląskich.

## Herb
(C. Blaźek, Der abgestorbene Adel der Preussischen Provinz Schlesien, Bd I, Nürnberg 1887)
W tarczy skwadrowanej w polu 1 i 3 śląski czarny orzeł ze srebrna przepaską, w polu 2 i 4 srebrno-czerwone szachowane; w tarczy sercowej dwugłowy, czarny orzeł cesarski. Nad tarczą trzy hełmy 1. z czarno-złotymi labrami w klejnocie czarne skrzydło, 2. z czarno-złotymi labrami w klejnocie pawie pióra z orłem śląskim w złotym okręgu, 3. z czerwono-srebrnymi labrami w klejnocie pięć (srebrne, czerwone, czarne, złote, srebrne) strusich piór.